# 8. Marscharmee

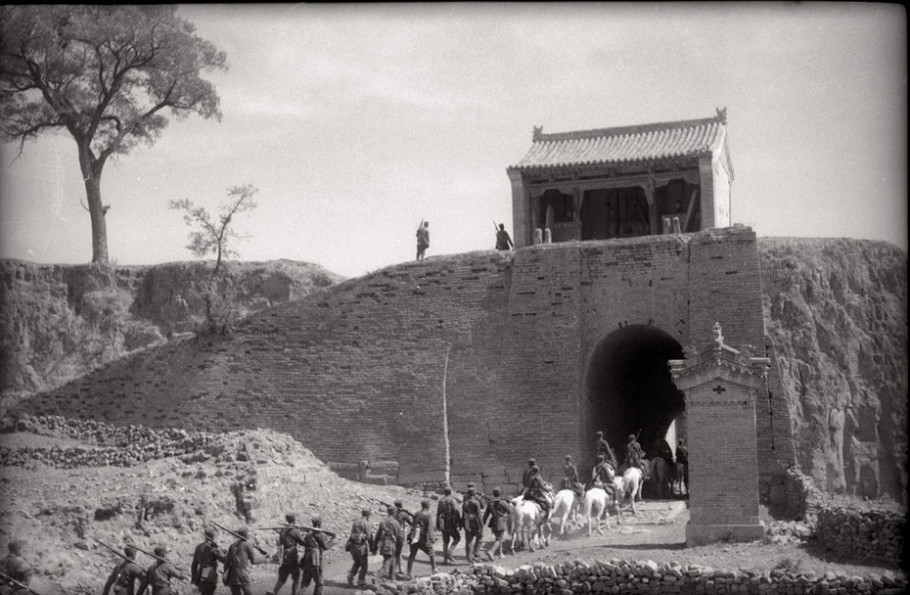
Die 8. Marscharmee bei der Einnahme von Pingxingguan, 1937

Die 8. Marscharmee bzw. 8. Feldarmee (chinesisch 八路軍 / 八路军, Pinyin Bālù Jūn) war neben der Neuen 4. Armee die größte Armeegruppe der Kommunisten als Teil der von der Kuomintang geführten gesamtchinesischen Streitkräfte. Gemäß der Vereinbarung der zweiten Einheitsfront wurde die Rote Armee Nordwestchinas als 8. Marscharmee Teil der vereinigten Front gegen die japanische Aggression. Im Jahre 1937, als die beiden Parteien die zweite Einheitsfront eingegangen waren, verfügte die 8. Marscharmee über 30.000 Soldaten in drei Divisionen. Der Kommandeur der 8. Marscharmee war Zhu De, sein Stellvertreter war Peng Dehuai. Ihr Generalstabschef war Ye Jianying und Ren Bishi der Vorsitzende ihrer politischen Abteilung. Im März 1947 wurde die 8. Marscharmee mit der Neuen Vierten Armee zusammengeführt und es entstand die Volksbefreiungsarmee. In der offiziellen Organisation der Nationalrevolutionären Armee wurde die 8. Marscharmee als 18. Armeegruppe bezeichnet, der ursprüngliche Name blieb jedoch weithin bekannt.
Die drei Divisionen, aus denen die 8. Marscharmee zu Beginn der Einheitsfront bestand, waren die folgenden:
- 115. Division, kommandiert von Lin Biao und Nie Rongzhen, ihr Generalstabschef war Zhou Kun
- 120. Division, kommandiert von He Long, Guang Xiangyin, Xiao Ke und Zhou Shidi
- 129. Division, kommandiert von Liu Bocheng, Deng Xiaoping, Xu Xiangqian und Ni Zhiliang[2]

Mao Zedong traute der Zweiten Einheitsfront nicht und bestand darauf, dass die 8. Marscharmee unabhängig und autonom von Chiangs Truppen operieren müsste. Er wies die Kommandeure an, zu 75 % gegen Japan zu kämpfen und mit 25 % der Kräfte die kommunistischen Basen vor Angriffen der Nationalrevolutionären Armee zu schützen. Sein Kalkül war es, dass ein lange anhaltender Krieg die japanischen Truppen auslaugen würde. Mao argumentierte, dass der Verlust der Roten Armee auch das Ende der Kommunistischen Partei und ihrer Funktionäre persönlich sein würde. Nach dem japanischen Durchbruch im Herbst 1937 erhielt die 120. Division die Anweisung, in Nordwest-Shanxi den Guerillakrieg gegen die Japaner aufzunehmen und die 129. Division operierte im Taihang-Gebirge mit Deng Xiaoping als politischem Kommissar. Die 8. Marscharmee operierte dabei unabhängig von der Neuen 4. Armee, die sich in Ostchina befand.
Am 24. und 25. September 1937 griff die 115. Division in der Schlacht von Pingxingguan (Provinz Shanxi) die 21. japanische Brigade an. Dabei wurden etwa 1000 japanische Soldaten getötet und zahlreiches Gerät sowie Munition erbeutet. Obwohl die 115. Division selbst viele Opfer zu beklagen hatte, stellte dies den ersten bedeutenden Sieg von chinesischen Einheiten gegen die japanische Armee dar und löste bei den chinesischen Truppen entsprechende Zuversicht aus.
Im Oktober 1937 griff die 120. Division, ein japanisches Nachschubregiment an, zerstörte dabei zahlreiche Lastkraftwagen und Panzer, so dass die kämpfenden Truppen der japanischen Armee vom Nachschub abgeschnitten wurden. Im November 1937 griff die 129. Division den Luftwaffenstützpunkt Yangmingbao im Kreis Dai (Provinz Shanxi) an und zerstörten dabei 20 japanische Flugzeuge.
Zwischen 1938 und 1939 breitete sich die 8. Marscharmee hinter den japanischen Linien von Norden in Richtung Mittel- und Ostchina aus. Dabei wurden neue kommunistische Basen eingerichtet, zum Beispiel eine große Basis in den Grenzregionen der drei Provinzen Shanxi, Chahar und Hebei, die Jin-Ji-Lu-Yu-Basis im Grenzgebiet der Provinzen Shanxi, Hebei, Shandong und Henan, eine Basis im Grenzgebiet der beiden Provinzen Shanxi und Suiyuan und eine Basisregion im Zentrum der Provinz Shandong. Bei der Infiltrierung von japanisch gehaltenem Hinterland verbreitete die 8. Marscharmee auch das politische Programm der kommunistischen Partei Chinas und rekrutierte Soldaten. Dies wurde durch eine strenge nicht-militärische Kontrolle der Armee durch politische Kommissare auf allen Ebenen der Hierarchie erreicht.
Von August bis Dezember 1940 führte die 8. Marscharmee die Hundert-Regimenter-Offensive durch, bei der 105 Regimenter der kommunistischen Truppen gleichzeitig entlang der Eisenbahnlinie die japanischen Stützpunkte angegriffen und dabei viele Kilometer Eisenbahn und Straße zerstörten. Bei diesen Operationen wurden 20.000 japanische Soldaten und 17.000 Soldaten der 8. Marscharmee getötet. Diese Aktionen wurden von Mao Zedong scharf kritisiert, da sie gegen sein Prinzip des Guerillakrieges verstießen.
In den Jahren 1941 und 1942 band die 8. Marscharmee etwa zwei Drittel der in China tätigen japanischen Soldaten, weil Letztere die kommunistischen Basen hinter ihren eigenen Linien bekämpfen mussten. Die Japaner wandten dabei die Taktik der verbrannten Erde an, so dass die kommunistischen Soldaten und Offiziere ihrer eigenen Nahrungsmittel anpflanzen mussten. Die Soldaten legten selbst Felder an und stellten Textilien her. Bis 1943 konnten so die größten Engpässe beseitigt werden, die kommunistisch gehaltenen Basen wuchsen weiter, so dass im Jahre 1945 die so genannten befreiten Gebiete insgesamt etwa 95 Millionen Einwohner hatten. Die 8. Marscharmee wuchs von 30.000 Mann im Jahre 1937 auf 600.000 Mann im Jahre 1945, bzw. von drei auf mehr als 40 Divisionen. Im Jahre 1945 hatte die 8. Marscharmee ganz Nordchina unter ihrer Kontrolle, mit Ausnahme von Shanxi, das dem Kriegsherren Yan Xishan unterstand und dem nördlichen Hebei, wo die Kuomintang mit Fu Zuoyi stark präsent war.
Nach  der Kapitulation Japans zerbrach die Zweite Einheitsfront. Der chinesische Bürgerkrieg flammte erneut auf. Die 8. Marscharmee wurde reorganisiert, aus der 115. Division wurde der von Nie kommandierte Militärbezirk Shanxi-Chahar-Hebei, aus der 120. Division der Militärbezirk Shanxi-Shaanxi unter He und aus der 127. Division der von Liu kommandierte Militärbezirk Shanxi-Hebei-Shaanxi-Hubei. Luo Ronghuan kommandierte den neugeschaffenen Militärbezirk Shandong. Die kommunistischen Streitkräfte wurden 1947 zur Volksbefreiungsarmee zusammengelegt.